# Asthenara donlonae
Asthenara donlonae är en stekelart som beskrevs av Ian D. Gauld 1997. Asthenara donlonae ingår i släktet Asthenara och familjen brokparasitsteklar. Inga underarter finns listade.